# ياخور
ياخور قرية سوريّة تتبع إداريّاً لمحافظة حلب منطقة عفرين ناحية معبطلي، بلغ تعداد سكانها 876 نسمة حسب التعداد السكاني لعام 2004.